# Walki o Trościaniec

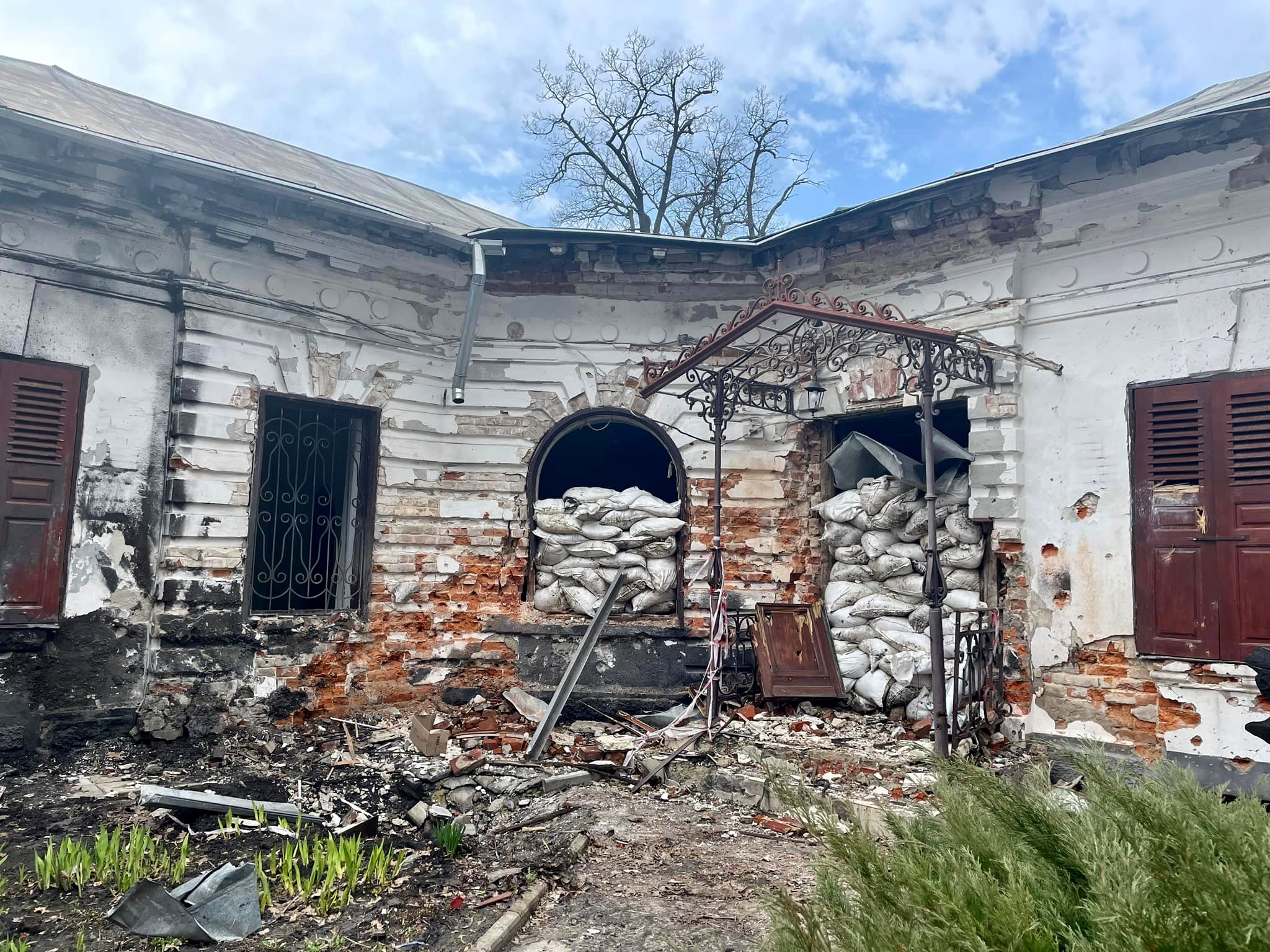
Uszkodzone Muzeum Krajoznawcze w Trościańcu, mieszczące się w XIX-wiecznym dworze

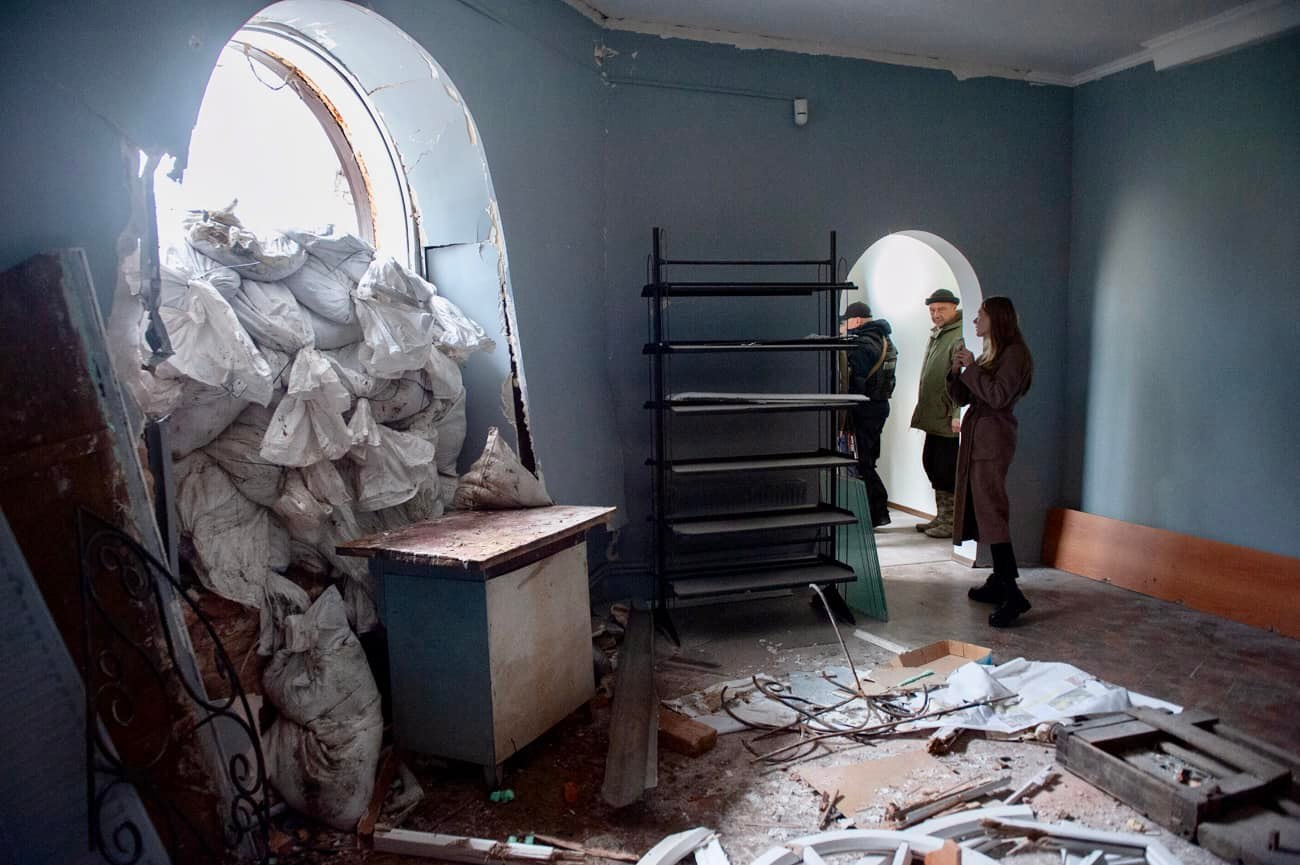
Wewnątrz muzeum

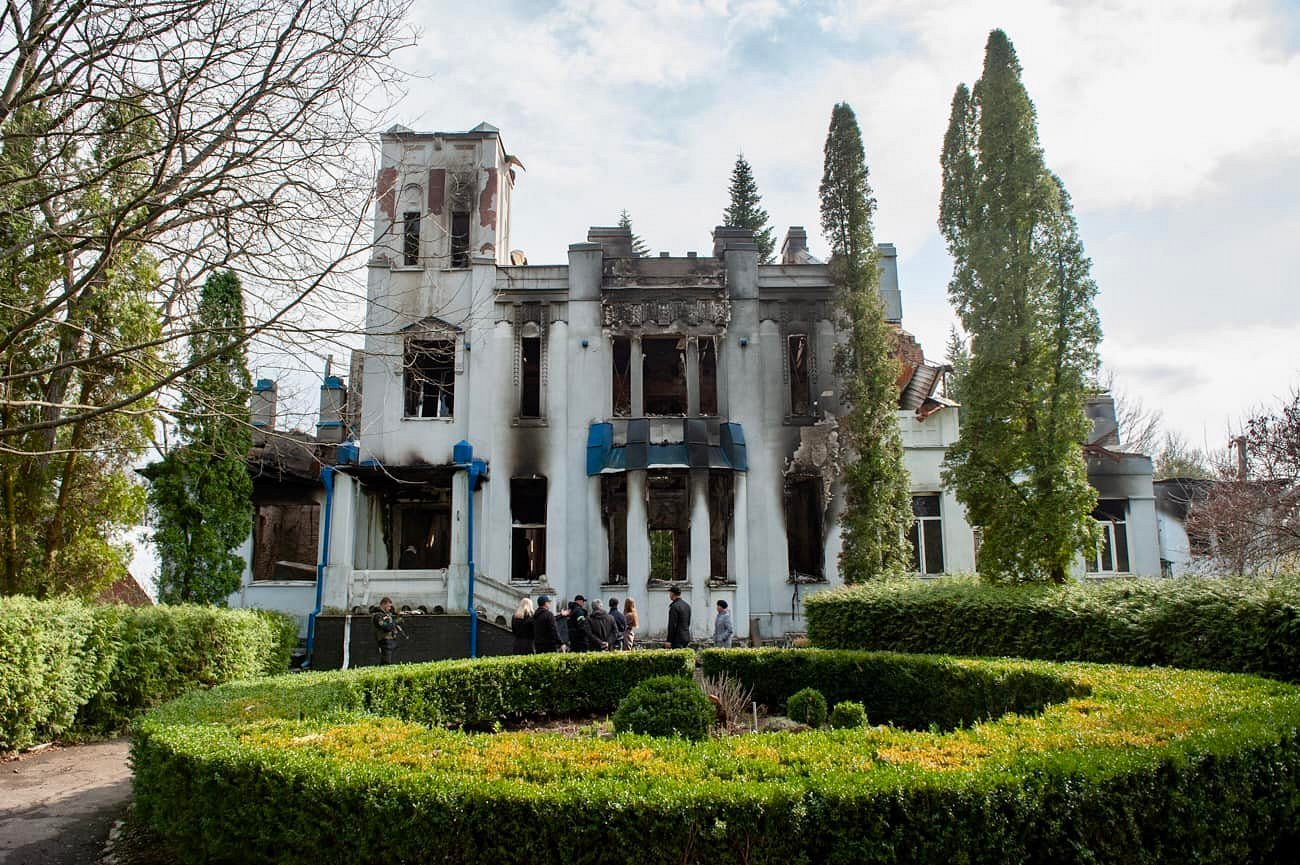
Ostrzelana leśna stacja badawcza, zlokalizowana w budynku z 1911 r. będącym zabytkiem architektury na poziomie państwowym

Walki o Trościaniec rozpoczęły się 25 lutego 2022 r., podczas inwazji Rosji na Ukrainę.

## Luty

### 24–25 lutego
Wieczorem 24 lutego na obrzeżach Trościańca na jednej z ulic przy wjeździe od strony Rosji zatrzymała się kolumna sprzętu wojskowego. Ponadto podeszła kolumna z Żygajłówki, Boromli. Wróg zainstalował blok-post od strony Lebedzina – na zakręcie między w. Stanowa a Trościańcem. Po stronie Wschodniej w części wsi Kramczanka, Sołdatske zatrzymała się również kolumna sprzętu wojskowego.
Rankiem 25 lutego o godz. 7:50 w Trościańcu i pobliskiej Ochtyrce rozpoczęły się walki.
Następnie doszło do walki z czołgami agresora.

### 26–27 lutego
O godzinie 7:40 rano 26 lutego przez Trościaniec przejechała kolumna wozów benzynowych w kierunku Sum. Okupanci rosyjscy zajmowali się grabieżą.
W mieście w pobliżu trościanieckiej fabryki czekolady „Ukraina”, ukraińska artyleria zniszczyła kolumnę rosyjskiego sprzętu, który poruszał się z pominięciem zniszczonego mostu we wsi Klementowe.
Tego dnia przewodniczący Rady Miasta Trościaniec Jurij Bowa poinformował, że wojska ukraińskie zniszczyły rosyjskie czołgi, które próbowały zdobyć miasto Trościaniec. 

### 28 lutego
Kolumna sprzętu wojskowego Federacji Rosyjskiej dotarła od strony Łebedyna do Trościańca. Wojska Federacji Rosyjskiej zajęły dworzec kolejowy „Smorodyne”, kontynuowano strzelanie z broni automatycznej.
Rosyjscy okupanci zastrzelili cywila, 45-letniego mężczyznę na wyjeździe z Trościańca w kierunku w. Stanowa, który wracał do domu własnym samochodem.

## Marzec

### 1–2 marca
Wieczorem 1 marca wojska rosyjskie trzema kolumnami dotarły do Trościańca i zajęły miasto. Wojsko Federacji Rosyjskiej wyłamało czołgiem bramę na Okrągły dwór, rozbiło galerię sztuki. W mieście prawie wszystkie linie energetyczne były uszkodzone, wszystkie drogi były uszkodzone. Również w mieście częściowo nie było internetu, nie działały telewizja i radio.
„Rosjanie wchodzą do domów, wyciągają ludzi z piwnic, zmuszają ich do siedzenia na zewnątrz w nocy. Boją się nalotów, boją się naszej artylerii. Wróg stworzył tutaj pewną kwaterę główną” – powiedział szef administracji wojskowej Sum Dmitrij Żywitsky.
Ruscy umieścili swój sprzęt uderzeniowy wśród bloków mieszkalnych: w centrum miasta, przy ulicy Błagowieszczeńskiej, w pobliżu policji i na innych ulicach. Zaczęli patrolować ulice miasta, zablokowali stację alarmową, rozstrzelali auta i nie pozwolili na odbiór ciał ludzi z ulic. Tak więc faktycznie trzymali zakładników mieszkańców miasta Trostianets.
„Zespoły ratownictwa medycznego są zablokowane przez okupantów, w związku z czym nie mają możliwości obsługi połączeń. Trzcianecki Szpital Miejski nadal działa w trybie wzmocnionym. Lekarze podstawowej opieki zdrowotnej doradzają online” – powiedział burmistrz Trostianca Yuri Bowa.
Około godziny 18 2 marca w Trościańcu, w pobliżu okrągłego dworu, za pomocą Bayraktara zniszczono dwie jednostki wrogiej artylerii samobieżnej.

### 3–4 marca
Przewodniczący obwodowej administracji wojskowej w Sumach Dmitrij Żywitsky poinformował o katastrofie humanitarnej w mieście. W Trościańcu okupanci okradli także sklepy ATB i domy mieszkalne. Po okradaniu z drugiej ręki-przebierali się za cywila. „Po mieście chodzą całkowicie zdemoralizowani, pijani rosyjscy wojskowi” – poinformowano w administracji regionalnej Sum.

### 5 marca
Po godzinie 13:00 rosyjscy okupanci po raz drugi (po raz pierwszy 28 lutego) zajęli Dworzec kolejowy, umieścili tam swój sprzęt i rozstrzelali ukraińską flagę. Rosyjskie wojsko splądrowało Magazyn Fabryki Czekolady Mondelis i rozbiło powierzchnię biurową. Wszystkie sklepy Trościańca są okradzione przez rosyjskich okupantów. Końcówki zostały zabrane przez miejscowych szabrowników. Przypadki grabieży, jeśli to możliwe, są rejestrowane i zatrzymywane przez aktywnych mieszkańców społeczności.
Ukradli z terenu zajezdni 5 autobusów komunalnych „Trościanecpastransa” i rozstawili je po mieście. Zarekwirowano również transport ciężarowy od firm i mieszkańców. Ponadto rozstrzelali wszystkie auta firm pogrzebowych, by nie grzebać zmarłych. Ale w szpitalu, który pracuje w pełnym wymiarze godzin, pozostało ciało żołnierza z Rosji. Około 11 ciał zabitych mieszkańców Trościańca zostało również przewiezionych do szpitala miejskiego. W budynku policji najeźdźcy umieścili swoją kwaterę główną, którą otoczyli pojazdy opancerzone i patrole. Mieszkańcy sąsiedniego pięciopiętrowego budynku są trzymani w domu jak „żywa tarcza”. Od wieczora 5 marca rosyjskie wojsko patroluje centrum i dzielnice miasta.
Według Jurija Bowy, usługi komunalne społeczności i pracownicy Sp z o.o. „Sumyoblenergo” rano 5 marca próbowali przywrócić sieci energetyczne, gazociągi i zaopatrzenie w wodę, ale w takich warunkach jest to bardzo trudne zadanie. Światło pojawiło się w prawie całym mieście i wsiach(Pieczyn, żołnierski, Nietzach, darniowy, Ludż, Wielki Ludż). Pracowali przy odbudowie w Siódemkach i Polanie. Bujmer, Martynówka, Maszczanka, Artemo-Rastówka nie ma możliwości przywrócenia podpór zestrzelonych przez rosyjskie czołgi. Pod koniec dnia, z powodu poważnych uszkodzeń na linii wysokiego napięcia między Achtyrką a Bogoduchowem, światło zniknęło ponownie w całej społeczności Trościaneckiej. Nie było go również w pobliskiej Wielkopisarowdkiej. Komunikacja operatora Vodafone jest wyciszona, Komunikacja operatora Kyivstar, zgodnie z głową miasta Trościanca, „ledwo działa, Internet też leży”. Z powodu braku prądu nie ma dostępu do wody. Ludzie korzystają ze studni, ale nie są wszędzie dostępne.
Szkoły, przedszkola i miejscowy rolnik pieczą chleb i rozdają ludziom za darmo. W schronisku zorganizowano wyżywienie wszystkich uchodźców, którzy tam mieszkają. Lokalny Hotel „Elegia” jest gotowy, aby zapewnić bezpłatne zakwaterowanie poszkodowanym. „TD Eldorado” Spółka z o.o. bezpłatne nadaje mąkę do wypieku chleba. Mieszkańcy, którzy zwracali się do Rady Miasta z prośbą o leki, otrzymali je w domu.
Nie ma jednak możliwości ewakuacji mieszkańców z Trzcińca lub skierowania tam ładunków humanitarnych. Według szefa regionalnej administracji wojskowej Dmitrija Żyvitskiego negocjacje w sprawie importu pomocy humanitarnej zakończyły się niepowodzeniem.
Wieczorem 5 marca dowiedzieliśmy się o wzięciu do niewoli cywilów, którzy poruszali się samochodami poza miastami. Szef administracji wojskowej Dmitrij Żywitski powiedział, że niebezpiecznie jest opuścać Trościaniec, a także Sumy, Achtyrkę i Lebiedinę, ponieważ „rosyjscy wojskowi rabują i czasami strzelają do samochodów ukraińskich cywilów”. We wsi Stanowe Gminy Trościanieckiej, którą w całości zajęli rosyjscy okupanci z kolumny poruszającej się na Łabędy. Przy głównej ulicy i przyległym na każdym dziedzińcu wsi postawili czołg rosyjski. Według szefa regionalnej administracji wojskowej Dmitrija Żywitskiegk telefony komórkowe zostały odebrane mieszkańcom wsi. Włamywali się do budynków, prosili o jedzenie i pranie. Taką „żywą tarczą” osłaniano prawie cały dzień 5 marca. Wieczorem kolumna wyruszyła w kierunku Łabędzia. Wdrożono tu system S-300 (przeciwlotniczy system rakietowy S-300 średniego zasięgu). Przeznaczony do bezpośredniej osłony wojsk znajdujących się w pobliżu wroga, przede wszystkim przed pociskami balistycznymi i samolotami.
W nocy z 5 na 6 marca wojska rosyjskie z centrum miasta Trościańca, gdzie w środku budynków mieszkalnych stacjonowały rosyjskie działa samobieżne, prowadziły ostrzał Ochtyrki. Wszystkie drogi prowadzące do Trościańca pozostawały zablokowane, więc ewakuacja mieszkańców i dostarczanie pomocy charytatywnej były bardzo niebezpieczne.

### 6–7 marca
W ciągu 6 marca rosyjskie wojsko próbowało zachęcić ludzi do przybycia na tak zwany wiec w poniedziałek 7 marca na centralny plac miasta. Stawiano żądania utworzenia „zielonego korytarza” do ewakuacji. Burmistrz miasta Jurij Bowa powiedział to w wiadomości wideo wieczorem 6 marca. Nazwał takie działania prowokacją i wezwał mieszkańców miasta, aby nie brali udziału.

W Boromle w wyniku strzelaniny uszkodzona została infrastruktura, domy i przedszkole, zniszczono przedsiębiorstwa cywilne.

### 8–9 marca
8 marca setki jednostek wrogiego sprzętu zostały ściągnięte do miasta Trościaniec spod Sum. Rosyjskie wojsko z centrum miasta, ze stacji, otworzyło chaotyczny ogień w kierunku Wielkiej Pisarewki, innych wiosek i osiedli miasta.
8 marca wojska rosyjskie ostrzelały z Gradów wieś Soldacką. Rozbito szkołę i kilka domów.
W nocy z 8 na 9 marca artyleria Federacji Rosyjskiej ostrzelała dawną fabrykę „Electrobutprilad” w Trościańcu. Zginęły trzy osoby, w tym 13-latek. Zginęli od wybuchu. Również cztery osoby z różnych części miasta dostały rany odłamkowe. Zostali przyjęci do szpitala, w którym udzielono pomocy.

### 10 marca
W nocy z 9 na 10 marca wieś Soldacka gromady trościanieckiej według informacji miejskiej głowy Trościańca Jurija Bowy, w nocy była trzykrotnie atakowana z powietrza.
Od godz. 9.00 10 marca na Sumszczyźnie zadziałały trzy „zielone korytarze”. Ewakuacja mieszkańców oprócz Trzcianki odbywała się również z Krasnopola – do Sum. Jednak wojsko Federacji Rosyjskiej początkowo nie zezwoliło kolumnie trościanieckiej (głównie prywatnym samochodom) na poruszanie się po centrum miasta: otworzyło ogień w powietrze. Nie było ofiar. Trzeba było jednak niezwłocznie uzgodnić inną trasę w granicach miasta Trościaniec. W trościanieckiej kolumnie wyjechało ponad sto prywatnych samochodów. Łącznie z Sum „zielonym korytarzem” wyjechały 2664 samochody i 54 autobusy. W sumie było to 12 276 osób. Są to kolumny z Krasnopola, Trzcianki i centrum regionalnego. Autobusy i samochody w kolumnie kursowały na trasie „Sumy-Romny-Łochwica-Lubny”. W Łubnach ludzie przesiedli się do pociągu do Lwowa, stamtąd darmowymi autobusami zostali przewiezieni do punktów kontrolnych w Polsce. Niektórzy chętni pozostali we Lwowie w miejscach pobytu dla uchodźców.